# Kostas Vassiliadis
Kostas Vassiliadis (grec: Κώστας Βασιλειάδης)  (Tessalònica, 15 de març de 1984) és un jugador de bàsquet grec que juga en la posició d'aler.

## Carrera esportiva
Es va formar a les categories inferiors del PAOK Salònica BC, va debutar a la temporada 2000-01 amb el primer del club. En l'equip estarà sis temporades, convertint-se en capità del mateix. L'any 2005 fitxa per quatre temporades per l'Unicaja Màlaga, sortint cedit al PAOK durant aquest curs i incorporant-se al club malagueny durant el play-off pel títol de Lliga, on debuta en l'eliminatòria de quarts de final enfront de l'Estudiantes, i es convertirà en campió del mateix. El 2007 fitxa per l'Olympiakos BC, amb el qual obtindrà dos subcampionats, el de lliga i el de copa. La temporada 2008-09 torna al PAOK, però al gener d'aquella temporada se'n va al Sutor Montegranaro de la lliga italiana.
El 8 d'agost de 2009 ficha per l'acabat d'ascendir equip d'ACB, Xacobeo Blu:Sens de Santiago de Compostel·la, destacant en l'equip i aconseguint convertir-se en el Jugador de la Jornada 25 de la Lliga ACB. El 3 de juliol de 2010 el Bilbao Basket va anunciar el seu fitxatge. Amb l'equip bilbaí va aconseguir a la temporada 2010-11 el subcampionat de Lliga. L'any 2013 va fitxar pel Anadolu Efes Spor Kulübü de la lliga turca, amb el que aconsegueix el subcampionat de copa. A la temporada següent fitxa per l'Unicaja Màlaga, rescindint el seu contracte el 17 de juny de 2015. Després va jugar una temporada novament al PAOK, abans de tornar a l'Obradoiro en el mes d'abril de 2016 per salvar-lo del descens de categoria. La temporada següent va tornar al seu país, on va jugar en l'AEK Atenes B.C. i el Àries Trikala BC, fins que al desembre de 2017 va tornar a la lliga espanyola fitxant per l'Iberostar Tenerife. En el mes de juny de 2018 torna a fitxar per l'Obradoiro.